# Anna Syberg
Anna Louise Birgitte Syberg (født Hansen; 7. januar 1870 i Faaborg – 4. juli 1914 i København) var en dansk kunstmaler, der sammen med sin mand Fritz Syberg tilhørte gruppen af fynske malere, "Fynboerne".

## Liv
Syberg var datter af malermester Peter Syrak Hansen, der i sin samtid var en betydningsfuld personlighed i Faaborg. Han underviste hende, og siden blev hun uddannet i dekorationsmaleri først på byens tekniske skole og i 1890 fik hun undervisning af Ludvig Brandstrup og Karl Jensen i København. Hun fik desuden undervisning i sang og klaver. Fra 1892 til 1894 var hun porcelænsmaler på Den Kongelige Porcelænsfabrik, hvor hun dekorerede stel med violer og krysantemummer. Hun blev gift med Fritz Syberg i 1894, som hun fik i alt syv børn med. I 1902 flyttede parret til Pilegården i Kerteminde, hvor også Alhed og Johannes Larsen boede. I hjemmet kom mange andre kunstnere, bl.a. Johannes V. Jensen.

## Kunstnerisk virke
Anna Syberg var en del af Fynbomalerne. Hun anvendte en særlig lag-på-lag-teknik, som hun havde lært sig i sin tid som porcelænsmaler. Teknikken gjorde, at hendes malerier med blomster og planter fik et særligt liv og ses bl.a. på værket Druer i et Drivhus (1903). Fra 1898 til 1910 samt i 1913 udstillede Anna Syberg på forårsudstillingen som Charlottenborg og i 1909 og 1913 tillige på Kunstnernes Efterårsudstilling. I 1912 var hendes værker med på Den frie Udstilling. Et par år foriden havde parret fået idéen til etableringen af Faaborg Museum, da Fritz Syberg havde haft et ekstraordinært salg af sine værker, men Anna Syberg fik aldrig sin del af æren for etableringen af museet.

## Billeder
| - Anna Syberg portrætteret - Fritz Syberg: Anna Syberg ved taffelklaver, 1894 - Fritz Syberg: Anna Syberg ved staffeliet, 1910 - Peter Hansen: Portræt af kunstnerens søster Anna, før 1928 |

| - Værker af Anna Syberg - Georginer i glasvase, 1898 - Løvemund i blomsterbed omkranset af buksbom, 1898 - Forårsblomster i glasvase, 1900 - Corydalis (Lærkespore) Ml. 1901 og 1909 - Roser, 1902 - Druer i et drivhus, 1903 - Æbletræsgren i blomst, 1905 Branche de pommier en fleurs - Interiør med krysantemum, 1905 - Ved sygesengen, 1908 |